# Вейко (Небраска)
Вейко (англ. Waco) — селище (англ. village) в США, в окрузі Йорк штату Небраска. Населення — 296 осіб (2020).

## Географія
Вейко розташоване за координатами 40°53′49″ пн. ш. 97°27′41″ зх. д. / 40.89694° пн. ш. 97.46139° зх. д. (40.896930, -97.461479).  За даними Бюро перепису населення США в 2010 році селище мало площу 0,59 км², уся площа — суходіл.

## Демографія
Згідно з переписом 2010 року, у селищі мешкало 236 осіб у 105 домогосподарствах у складі 68 родин. Густота населення становила 398 осіб/км².  Було 114 помешкання (192/км²).
Расовий склад населення:
| - 97,0 % — білих - 0,4 % — чорних або афроамериканців - 1,3 % — осіб інших рас |

До двох чи більше рас належало 1,3 %. Частка іспаномовних становила 2,5 % від усіх жителів.
За віковим діапазоном населення розподілялося таким чином: 20,8 % — особи молодші 18 років, 61,8 % — особи у віці 18—64 років, 17,4 % — особи у віці 65 років та старші. Медіана віку мешканця становила 46,7 року. На 100 осіб жіночої статі у селищі припадало 96,7 чоловіків;  на 100 жінок у віці від 18 років та старших — 94,8 чоловіків також старших 18 років.
Середній дохід на одне домашнє господарство  становив 65 086 доларів США (медіана — 55 000), а середній дохід на одну сім'ю — 80 334 долари (медіана — 76 786). За межею бідності перебувало 10,3 % осіб, у тому числі 29,4 % дітей у віці до 18 років та 0,0 % осіб у віці 65 років та старших.
Цивільне працевлаштоване населення становило 144 особи. Основні галузі зайнятості: виробництво — 18,8 %, освіта, охорона здоров'я та соціальна допомога — 18,8 %, роздрібна торгівля — 12,5 %, будівництво — 8,3 %.